# Naohito Fujiki
Naohito Fujiki (藤木 直人 Fujiki Naohito?, n. 19 de julio de 1972) es un actor y cantante japonés.

## Filmografía

### Dramas
- San-ban Tēburu no Kyaku (3番テーブルの客) (1996), Invitado en la Tabla 3

ハートにS (1996)
- Tokyo Sex (東京SEX Tōkyō Sekusu) (1996)
- Shin-D Love Blood (1997)
- Gal Boy (ギャルボーイ Gyaru Bōi) (1997)
- Happy Mania (ハッピーマニア) (1998)
- Nanisama! (なにさまっ！) (1998)
- Oni No Sumika (鬼の棲家) (1999)
- P.S. Genki Desu, Shunpei (ps.元気です俊平) (1999)
- Asuka (あすか) (1999)
- Nurse No Oshigoto 3 (ナースのお仕事3) (2000)
- LOVE REVOLUTION (2001)
- Platonic Sex (プラトニック・セックス) (2001)
- Antique (アンティーク ～ 西洋骨董洋菓子店 ～) (2001)
- Hatsu Taiken (初/体/験) (2002)
- Nurse No Oshigoto 4 (ナースのお仕事4) (2002)
- Kou Kou Kyoushi (高校教師) (2003)
- Itoshi Kimi E (愛し君へ) (2004)
- Slow Dance (スローダンス) (2005)
- Hoshi Ni Negai Wo (星に願いを ～ 七畳間で生まれた410万の星 ～) (2005)
- 1 Litre of Tears (2005)
- Kobayakawa Nobuki No Koi (小早川伸木の恋) (2006)
- Gal Circle (2006)
- 1 Litre of Tears SP (2007)
- Operation Love (2007)
- Hotaru no Hikari[1] (2007)
- Operation Love SP (2008)
- Around 40 (Around40～注文の多いオンナたち～) (2008)
- Shibatora (シバトラ) 2008
- Yako no Kaidan (夜光の階段)(2009)
- Nakanai to kimeta hi (泣かないと決めた日) (2010)
- PRICELE$S〜あるわけねぇだろ、んなもん!〜 (2012)
- 37.5 °C no Namida (37.5°Cの涙) (2015)
- Segodon (2018), Abe Masahiro

### Especiales te televisión
| Año  | Título                     | Personajes        | Cadena  |
| ---- | -------------------------- | ----------------- | ------- |
| 2001 | Platonic Sex               | Katsumi Tanba     | Fuji TV |
| 2003 | Taikoki                    | Nobunaga Oda      | Fuji TV |
| 2004 | Shukumei                   |                   | WOWOW   |
| 2007 | 1 Litre of Tears SP        | Hiroshi Mizuno    | Fuji TV |
| 2008 | Proposal Daisakusen SP     | Tetsuya Tada      | Fuji TV |
| 2014 | The Locked Room Murders SP | Artista popular   | Fuji TV |
| 2014 | Mori Mitsuko wo Ikita Onna | Yoshihiko Okamoto | Fuji TV |

### Series de televisión
| Año  | Título                                | Personajes       | Cadena  |
| ---- | ------------------------------------- | ---------------- | ------- |
| 1998 | Nanisama! (Who Do You Think You Are?) | Makio Takasugi   | TBS     |
| 1998 | GTO: Great Teacher Onizuka            | Ryuji Saejima    | Fuji TV |
| 2000 | Leave It to the Nurses 3              | Kentaro Takasugi | Fuji TV |
| 2007 | Proposal Daisakusen                   | Tetsuya Tada     | Fuji TV |

TBC：
- MUSIC P.V.expo (2000)

### Cine
| Año  | Título                                                 | Personajes       |
| ---- | ------------------------------------------------------ | ---------------- |
| 1995 | Hana Yori Dango                                        | Rui Hanazawa     |
| 1996 | That's Cunning! Shijo Saidai no Sakusen?               |                  |
| 2002 | Leave It to the Nurses (Nurse No Oshigoto:La película) | Kentaro Takasugi |
| 2003 | Dragon Head                                            |                  |
| 2003 | G@me                                                   | Sakuma Shunsuke  |
| 2005 | Jam Films S                                            |                  |
| 2008 | Hana Yori Dango Final                                  | Kazu Kaburagi    |
| 2009 | 20th Century Boys 2: The Last Hope                     | Chono            |
| 2009 | 20th Century Boys 3: Redemption                        | Chono            |

## Discografía

### Sencillos
1. [1999.07.07] 世界の果て ～the end of the world～
2. [1999.11.17] 虹 ～waiting for the rainbow～
3. [2000.07.19] パーフェクトワールド (Perfect World)
4. [2000.11.01] コズミックライダー (Cosmic Rider)
5. [2001.04.18] 2 HEARTS
6. [2001.08.01] anon
7. [2001.11.21] パズル (Puzzle)
8. [2002.02.20] Wonderful Days
9. [2002.09.04] So Long... / 涙のいろ
10. [2003.02.19] 天使ノ虹
11. [2003.11.19] Flower
12. [2004.12.01] シュクメイ (Shukumei)
13. [2006.05.17] HEY! FRIENDS
14. [2007.10.10] Tuning Note
15. [2009.05.13] CRIME OF LOVE / いいんだぜ～君がいてくれれば～

### Álbumes
1. [2000.12.06] BUMP!
2. [2002.03.20] WARP
3. [2003.03.05] 03
4. [2004.12.08] COLORMAN
5. [2006.07.19] LIFE GOES ON!
6. [2007.10.24] Reverse
7. [2009.06.10] ∞ Octave
8. [2009.07.15] HISTORY of NAOHITO FUJIKI 10TH ANNIVERSARY BOX

### Miniálbum
1. [2004.07.28] 夏歌ウ者ハ冬泣ク

## Premios
- 14th Nikkan Sports Drama Grand Prix (Summer 2010): Mejor actor de reparto por Hotaru no Hikari 2
- 11th Nikkan Sports Drama Grand Prix (Julio-Septiembre '07): Mejor actor de reparto por Hotaru no Hikari
- 2004 Premios de la Academia Japonesa: Revelación masculina por G@me
- 32nd Television Drama Academy Awards: Mejor actor de reparto por Hatsu Taiken